# The Human Centipede (First Sequence)
The Human Centipede (First Sequence) es una película germano-neerlandesa escrita y dirigida por Tom Six, y estrenada en 2009.
La trama sigue la historia de un doctor alemán, personificado por Dieter Laser, que secuestra a tres turistas (Ashley C. Williams, Ashlynn Yennie y Akihiro Kitamura) y los une quirúrgicamente, desde la boca al ano de cada uno, de tal forma que crea una especie de ciempiés humano. El director mencionó que ese concepto había surgido de una broma que realizó con unos amigos suyos sobre castigar a un abusador de niños cosiéndole la boca al ano de un conductor de camión con sobrepeso. 
Tras conseguir que financiaran su proyecto, Six no dijo nada sobre la trama, ya que temía que eso ahuyentaría a los estudios: los inversores no la descubrieron hasta que el largometraje estuvo finalizado. Una vez que se estrenó, obtuvo críticas variadas por parte de la prensa, aunque se hizo acreedor a varios premios en festivales de cine internacionales. Tuvo un estreno limitado en Estados Unidos el 30 de abril de 2010. En 2011 debutó su secuela, The Human Centipede 2 (Full Sequence), también escrita y dirigida por Six.

## Argumento
Lindsay (Ashley C. Williams) y Jenny (Ashlynn Yennie) son dos turistas estadounidenses que viajan por Europa. Durante su escala en Alemania, una tarde deciden ir a una fiesta. Dirigiéndose allí, su automóvil sufre una avería en un camino solitario en medio de un pantano por lo que deciden caminar para pedir ayuda. En ese momento cae una fuerte lluvia y llegan a una casa ubicada en un claro. Ahí las recibe un sujeto misterioso que les invita a pasar para refugiarse. Sin embargo, les droga y al despertar descubren que están atadas a unas camas en un cuarto equipado a manera de laboratorio. Cuando despiertan, el hombre se revela como el cirujano Josef Heiter (Dieter Laser). Ahí atestiguan cómo asesina a un camionero (Rene de Wit) que previamente había secuestrado, acción que el doctor justifica con que el individuo «no es el indicado». Una vez que las mujeres despiertan por segunda vez se percatan de que Heiter ha adquirido otro prisionero masculino, se trata de un turista japonés llamado Katsuro (Akihiro Kitamura). Heiter les comienza a explicar a los tres que es un médico reconocido mundialmente, en lo que corresponde a la separación de siameses, pero que durante mucho tiempo ha anhelado hacer lo contrario: desarrollar nuevas criaturas uniendo gente mediante costuras. Describe detalladamente el método quirúrgico que empleará para conectar a sus tres víctimas de boca a ano, de tal manera que compartan un único sistema digestivo.
Después de que Lindsay trate de escapar y falle en el intento, Heiter le aclara a esta que él ya ha experimentado la creación de lo que denominó un «triple perro», el cual también unió de boca a ano. No obstante, el llamado triple perro murió poco después de la cirugía. De esta manera, le comenta a Lindsay que el perro que se encontraba en la posición central de su creación sufrió más dolor que los otros dos, por lo que, como castigo a su intento de huir, ella se convertirá en el componente central del «ciempiés» que surgirá a partir del procedimiento quirúrgico. Heiter aplica la cirugía en sus víctimas, colocando a Katsuro por delante, a Lindsay en el centro y a Jenny en la parte trasera. Tras el proceso, Heiter rompe los ligamentos de las rodillas de sus víctimas con el fin de que no puedan ponerse de pie y se vean obligados a gatear.
Una vez que finaliza la operación, Heiter intenta entrenar al ciempiés como si fuese su mascota, y en ocasiones insulta a Katsuro con comentarios racistas, además de golpearlo con un látigo cuando se rebela. Cuando Katsuro defeca, Lindsay es obligada a tragarse sus excrementos, mientras el doctor observa gustoso la escena. No obstante, comienza a molestarse una vez que Katsuro le impide dormir con sus gritos, así como después de percatarse de que Jenny está muriendo debido a una infección en la sangre. Además, observa un estreñimiento voluntario en Lindsay.
Poco después, un par de detectives, Kranz (Andreas Leupold) y Voller (Peter Blankenstein), visitan la casa para investigar la desaparición de los turistas, por lo que Heiter considera que puede usarlos como reemplazos de Jenny en un nuevo ciempiés formado por cuatro personas. Si bien logra drogar a uno de los detectives, no logra que el otro caiga en la misma trampa. Debido a la actitud sospechosa del doctor, los detectives se retiran del lugar para volver con una orden judicial para poder investigar la casa. Mientras tanto, las víctimas del científico intentan escapar del laboratorio donde los dejó Heiter y subir las escaleras. En el proceso, Katsuro hiere a Heiter para proseguir con su huida. A pesar de ello no logran su cometido, por lo que Katsuro le revela al doctor, en japonés, que merece ese destino ya que había tratado mal a su familia. A continuación se suicida tras cortarse la garganta con un pedazo de cristal roto que había quedado en el lugar durante el intento de fuga. 
Los detectives regresan a la casa y se separan para buscar, cada uno por su cuenta, cualquier indicio que les permita inculpar al misterioso personaje. Un herido Heiter yace postrado junto a la piscina. Kranz encuentra el laboratorio y a las víctimas de Heiter en una de las habitaciones. Voller, que mostraba síntomas de enfermedad debido a la droga que consumió en su primera visita a Heiter, es asesinado a tiros por el doctor. Tras escuchar el disparo, Kranz acude a la piscina y encuentra a su compañero muerto. Posteriormente Heiter dispara a Kranz y lo hiere en el estómago, pero Kranz reacciona a tiempo y le dispara en la cabeza, con lo que consigue matarlo. Poco después cae muerto en la piscina. En las escenas finales, se aprecia a Jenny y Lindsay junto al cadáver de Katsuro. Jenny fallece a causa de su infección instantes después, por lo que Lindsay queda abandonada en el lugar, completamente sola sin nadie que pueda ayudarla.

## Reparto

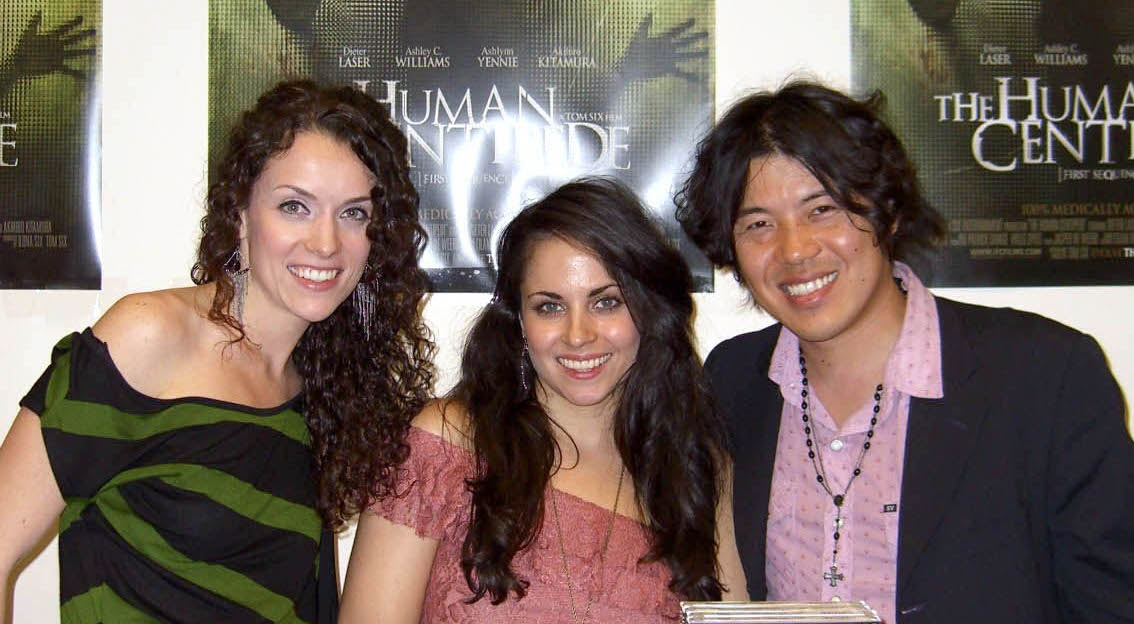
Ashlynn Yennie, Ashley C. Williams y Akihiro Kitamura (quienes interpretan tres de los personajes estelares) en el Big Apple Convention de Manhattan, en octubre de 2010

- Dieter Laser como el Dr. Josef Heiter: un cirujano retirado[5] que se especializó en la separación de siameses; durante su tiempo de jubilación, su conocimiento se vio reflejado en su interés de unir criaturas. Las pruebas de audición para el papel de Heiter se llevaron a cabo en Berlín, y Six procuró experimentar con Laser incluso antes de que este leyera la parte que le correspondía, ello a causa de que el director había observado uno de los filmes en los que éste actuó, previo a la producción.[6] Laser había actuado anteriormente en alrededor de 60 películas –en su mayoría en idioma alemán–,[7] entre las que se incluyen Der Unhold y Baltic Storm.[3] Tras reunirse con él en Berlín, Six le explicó a Laser cada toma de cada escena de su personaje Heiter, y el actor, asombrado por la dedicación y pasión que el director mostró hacia su trabajo, accedió a tomar dicho papel en la película.[8] Asimismo, el actor contribuyó considerablemente en el desarrollo del personaje de Heiter; por ejemplo, dado el hecho de que Heiter observa al «ciempiés» como su mascota, Laser se percató de la importancia que reflejaba la apariencia de Heiter desnudo durante una escena en la que nadaba a la vista de sus víctimas, debido a que el actor mencionó que «uno no se avergüenza de estar desnudo» frente a una mascota.[6]
- Ashley C. Williams como Lindsay: una turista estadounidense y el componente central del ciempiés. La sesiones de contratación para los roles de Jenny y Lindsay se realizaron en Nueva York.[9] Six expresó que durante el proceso de audición, una gran cantidad de actrices abandonaron el lugar disgustadas tras comprender toda la naturaleza que implicaba el papel.[2] Otras en cambio consideraron ser capaces de interpretar el personaje, pero que era «demasiado»[10] para ellas, en particular el instante en el que sus manos y rodillas se posicionaran detrás de otro actor. Williams manifestó estar preocupada en cuanto a la desnudez del personaje en una de las escenas, pero finalmente asumió el papel cuando se aseguró que dicha circunstancia sería modesta y no se interpretaría como un determinado indicio sexual.[9]
- Ashlynn Yennie como Jenny: la parte trasera del ciempiés. Tal como sucedió con Williams, The Human Centipede supuso la primera interpretación profesional de Yennie.[11] Yennie fue seleccionada de una gran cantidad de artistas que acudieron a la audición para el papel. Los productores buscaban a una actriz cuya química en escena con Williams fuese eficaz.[9] El desarrollo del vínculo entre la actriz y Williams se posibilitó cuando ambas compartieron un departamento en los Países Bajos durante el rodaje de la película.[12] Yennie realizó la prueba para su papel frente a Ilona Six, hermana del director y productora del filme,[3] y no conoció a Tom Six, quien únicamente miró videos de ella leyendo el libreto, hasta el montaje de los efectos especiales del ciempiés en los Países Bajos.[11] El personaje de la intérprete es demacrada por los individuos que aparecen a lo largo de la historia, en referencia a cómo las tres víctimas de Heiter son forzadas contra su voluntad a su situación. A saber, la actriz también mencionó que el argumento era tan realista que le aterrorizó.[12]
- Akihiro Kitamura como Katsuro: turista japonés y sección frontal de la «criatura». Tras haber actuado o escrito guiones para un gran número de películas y programas de televisión (como la reconocida serie estadounidense Héroes),[3] Kitamura era un actor relativamente experimentado, en contraste con otros miembros del reparto. El actor hizo la prueba de audición para el rol de Katsuro a través de Skype desde Los Ángeles, después de que el director de casting le observara en ciertas secuencias en televisión y le sugiriera el papel.[13] El resto del elenco no se reunió con Kitamura sino hasta un día previo al inicio de la filmación.[9]
- Rene de Wit como el camionero: otra de las víctimas de Heiter. Anteriormente, De Wit trabajó con Six en la película dirigida por este último I Love Dries (2008).[6]
- Andreas Leupold como el detective Kranz: un oficial de policía.[14]
- Peter Blankenstein como el detective Voller: colega de Kranz.[14]

## Producción

### Guion
La idea para The Human Centipede resultó de un evento verdadero que el escritor y director Tom Six hizo, en alguna ocasión, con sus amigos sobre el castigo que le daría a un abusador de niños que habían visto en un programa de televisión: coser su boca al ano de un conductor de camión con sobrepeso. Más tarde consideró que este concepto era adecuado para una cinta de terror, por lo que comenzó a desarrollar un libreto. Citó como influencias directas para su labor como director a las primeras obras de David Cronenberg y al cine de thriller japonés. Mencionó que prefería las películas de thriller realistas en vez de las «no creíbles», como aquellas donde aparecen monstruos, y que sentía una «erupción de tantas correcciones políticas». Otras influencias, esta vez para el filme, fueron el drama italiano Saló o los 120 días de Sodoma (1975) de Pier Paolo Pasolini, notable por sus escenas de intensa violencia gráfica, sadismo y perversión sexual, así como el legado del director japonés Takashi Miike. Habló de su pasión por las películas de David Lynch. Otro material inspirador fue el suyo propio como director de la versión holandesa de Big Brother, donde fue capaz de observar a gente «que hacía cosas locas cuando estaba sola y que pensaba que no [era] vista».
El cineasta dijo que The Human Centipede es, en algún sentido, un reflejo del fascismo. El actor Dieter Laser, que interpretó al antagonista Dr. Heiter, consideró que los alemanes ordinarios habían sentido culpa por las acciones nazis en la guerra, algo que les había perseguido por mucho tiempo. En su caso, un alemán cuyo padre participó en el conflicto bélico, se sentía «como un niño cuyo padre estaba en prisión por homicidio». Debido a lo anterior, se decidió incorporar a un villano alemán; Six se refirió a la invasión alemana de Holanda durante la Segunda Guerra Mundial y a los experimentos médicos nazis como material fuente. Luego, en una entrevista concedida a Clark Collis, para Entertainment Weekly, añadió que la cinta se trata de una «grotesca [parodia] de la psique nazi». El nombre del antagonista surgió de la combinación del de varios criminales de guerra nazi; su apellido, Heiter (cuyo significado literal en alemán es «alegre»), resultó de los nombres de los doctores nazis Fetter y Richter, mientras que el nombre, Josef, proviene de Josef Mengele, que llevó a cabo experimentos en los prisioneros del campo de concentración de Auschwitz. La Segunda Guerra Mundial influyó en la nacionalidad de los demás protagonistas (estadounidenses y un japonés). Existen varios clichés que refieren a otras cintas del género en la primera mitad de la película, tales como el automóvil que se descompone repentinamente, la falta de señal telefónica, así como muchas víctimas inocentes. Esto se hizo intencionalmente para «tranquilizar» a la audiencia y que pensara que se trata de un filme de thriller convencional, para luego volver más impactantes las escenas del tratamiento del Dr. Heiter.
El director decidió que fuese un hombre japonés quien estuviera al frente del ciempiés por dos razones: primero, para crear una barrera lingüística entre el doctor y el ciempiés; a lo largo de la película, los personajes (con la excepción de Heiter, que le habla a su experimento en inglés la mayor parte del tiempo) hablan en sus idiomas nativos solamente (se insertaron subtítulos para la audiencia donde es necesario). Katsuro, al ser la parte frontal del ciempiés, únicamente habla en japonés, por lo que no puede comunicarse con el doctor o con Jenny y Lindsay. La otra razón para que fuese un japonés, se debía a que la posición de Katsuro abría la posibilidad de que el doctor y el protagonista masculino pudiesen luchar en el clímax de la trama. En los comentarios del director de la edición en formato casero de The Human Centipede, Six reveló que le tiene fobia a los hospitales y a los doctores, así que debido a ello consideró oportuno extender la escena donde el doctor les revela a sus víctimas cómo creará el ciempiés humano, con tal de que se hiciera realidad la «propia pesadilla» del cineasta.
Cuando buscaba financiamiento para la producción, Six sólo decía que la trama era sobre un cirujano que unía a las personas. No dio a conocer desde el principio que, en realidad, las víctimas serían cosidas de sus bocas a los anos de otras, pues en su opinión dicha idea no atraería a ningún estudio. No fue sino hasta que sus productores sintieron que el concepto manejado por Six era original, que la producción pudo iniciar. No se enteraron de los detalles de la historia sino hasta que el filme estuvo terminado. A pesar de ello, de acuerdo a Six, estos se mostraron felices con la edición final. Previo a la firma de sus respectivos contratos, los actores tuvieron la oportunidad de mirar un fragmento del guion gráfico, en vez de leer el libreto. Se les mostró asimismo algunos dibujos de cómo se formaría el ciempiés humano.

### Rodaje
Si bien la historia de The Human Centipede se sitúa en Alemania, el rodaje se realizó en los Países Bajos debido a los paisajes similares del país vecino. El hogar de Heiter, en donde se presentan la mayoría de las secuencias de The Human Centipede, era una villa que encontró el equipo de producción en los Países Bajos. La propiedad se encontraba en una área residencial y no estaba rodeada de bosques tal como se exhibe en la cinta, sino por otras viviendas similares. La existencia de estas otras propiedades se tradujo en la dificultad de los realizadores del filme de asegurarse de que éstas no se dejasen ver en las escenas. Se realizaron algunas modificaciones a la casa previo a la filmación; por ejemplo, un cuarto de cine fue transformado en el sótano del quirófano de Heiter, con camas de hospital reales y suero intravenoso, que se rentaron de una clínica cercana. Six tiñó las pinturas de siameses que se exhiben a lo largo del espacio hogareño que, de acuerdo con él, contribuyeron a detallar la atmósfera presente en la casa. La escena que se ambienta en un cuarto de hotel, en el comienzo de la película, se filmó en una suite de hotel en una locación próxima a Ámsterdam. La película se rodó casi enteramente en secuencia, algo que Yennie comentó que había servido de apoyo a los actores en cuanto al desarrollo de sus personajes a lo largo de la película. La escena con la que inicia el filme, que contó únicamente con los actores Laser y de Wit, se filmó en el último día de rodaje.
Laser preservó la esencia de su personaje durante todo el proceso de filmación; incluso les gritó en varias ocasiones al resto del reparto en escena, pero se mantuvo alejado en todo lo posible de otros actores y equipo entre las escenas, con el fin de preservar un determinado nivel de separación. Además, solo ingería comida que él mismo había traído al set, que en su mayoría era fruta. Contribuyó en varios pasajes de su diálogo y seleccionó una gran parte de la vestimenta de su personaje, a partir de su guardarropa personal. Six explica que la bata que viste Heiter, que compró el mismo Laser, era una chaqueta original utilizada por doctores nazi reales. Igualmente, se mostró contento con el hecho de que otros actores añadieran sus propias ideas en The Human Centipede. De hecho, en el momento en el que Heiter explica el procedimiento que aplicará en sus víctimas, Kitamura improvisó el diálogo de su personaje Katsuro, una espontaneidad que satisfizo a Laser. Al momento de la filmación, Laser pateó accidentalmente a Kitamura, lo que condujo a una pelea entre ambos en el plató. El incidente sobrevino en la tensión y enojo de ambos intérpretes durante la escena que se encontraban rodando, en la que Heiter se sienta a comer en su comedor, en tanto que el ciempiés se alimenta a su lado de comida para perro, ubicada en el suelo. Laser también lastimó a Williams durante la escena en la que el doctor sujeta e inyecta a Lindsay, motivo por el que se ocasionó un intervalo de pausa en el rodaje antes de que los cineastas pudieran continuar con su trabajo.
La influencia nazi detrás de Heiter condujo al uso de música clásica en las secuencias en las que el doctor «entrena» a su ciempiés. Es posible apreciarse cómo la música se reproduce deliberadamente en un volumen bajo, con el propósito de simular que ésta sale de un altavoz, muy parecido a la música reproducida en los campos de concentración nazis. Asimismo, muchos de los efectos especiales de sonido de The Human Centipede se crearon manipulando carne. Por ejemplo, el sonido de una nariz rompiéndose, se creó a partir del rompimiento de los huesos de un trozo de carne cruda. Puesto que a los actores que interpretaban al ciempiés les incomodaba posicionarse durante largos periodos de tiempo sobre sus manos y rodillas, se les brindó un tratamiento de masajes al término de cada día de rodaje. Yennie manifestó que tanto ella como Williams padecieron de dolor de mandíbula, tras haber sostenido un bocado en sus bocas al momento de la filmación, y añadió que, en general, sentía que en lo que atañía al aspecto físico del rodaje, éste había resultado excesivamente complejo.

### Efectos

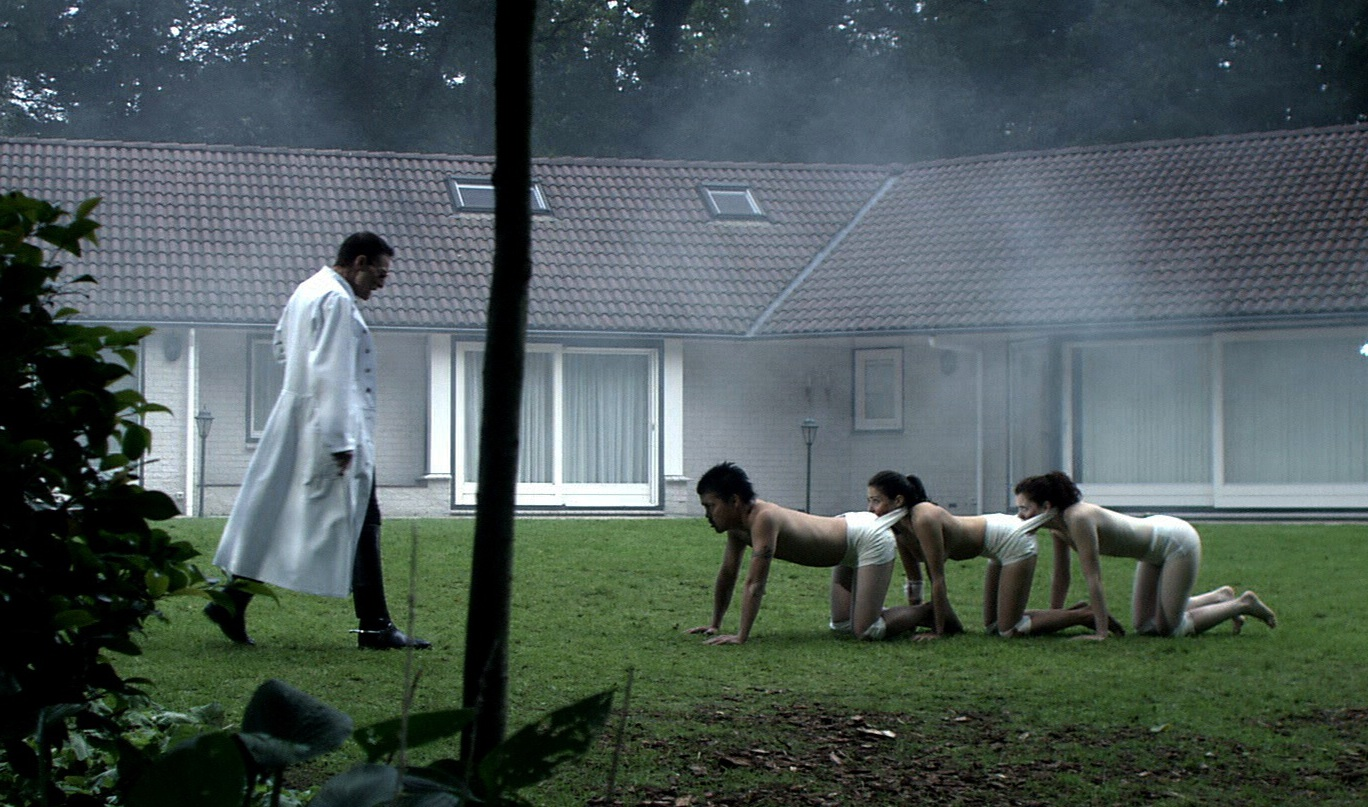
El uso de vendajes en The Human Centipede les posibilitó a los realizadores del filme conferir una idea más gráfica y perturbadora de la que en realidad se muestra en la película. En la imagen, el Dr. Heiter en su intento de «entrenar» al ciempiés humano ya creado.

Contrario a lo que pudiera pensarse, existen relativamente pocas imágenes viscerales en The Human Centipede; de hecho, en este filme de horror corporal se muestra muy poco sobre el procedimiento médico para crear al ciempiés humano,
 no se muestra excremento en ninguna escena, y, de acuerdo a Kim Newman, en la revista Empire, «nunca es tan escandalosa como lo sugiere [la trama]». La intención principal de Six en la dirección fue la de crear un filme lo más auténtico posible, e incluso mencionó haber consultado a un cirujano holandés durante la producción, para volver el contenido «100% acertado médicamente». Si bien al principio el cirujano no quiso tener vínculo alguno con la producción, al considerar como «loco» al director y criticar a su idea al decir que «no tenía nada que ver con la ciencia médica», éste luego cambió de pensar y al final dijo que le agradaba el concepto, por lo que sugirió un método para crear a un ciempiés con personas. Para Six, los miembros del ciempiés podían sobrevivir por años si su dieta estuviese regulada con un goteo intravenoso. El equipo de efectos especiales estuvo encabezado por Rob Hillenbrink y su hijo Erik, quienes se encargaron de diseñar la visión final del ciempiés a partir de los bocetos hechos por el cirujano consultado. Los actores que integran al ciempiés en la cinta vistieron ropa interior estilo calzoncillos cortos, según Yennie, que tenían un agarradero de goma en la parte trasera para que fuese mordido por los mismos actores, con tal de crear la ilusión de que estaban realmente cosidos de su boca al ano del otro actor correspondiente. Cabe señalarse que Six mantuvo en secreto, lo más que pudo, cualquier detalle sobre cómo se formaría el ciempiés; Yennie dijo que ni siquiera su asistente de maquillaje sabía de qué se trataba, y le preguntaba qué tipo de ropa usaría el reparto.
Para la escena donde Heiter opera a sus víctimas, los dientes de Jenny fueron eliminados de forma digital en la etapa de postproducción. Para el «triple perro» de Heiter, se usó Adobe Photoshop para editar una imagen de tres perros Rottweiler y así unir sus cabezas digitalmente. Durante la producción, se usó la técnica de gradación de color, que no es más que la alteración del color de forma digital (en este caso) de las tomas grabadas. Esto puede observarse en escenas como aquella donde Lindsay queda abandonada a su suerte con los cadáveres de Jenny y Katsuro, al apreciarse cómo los tonos de sus pieles están más iluminados con el fin de enfatizar que están muertos y que sólo Lindsay queda con vida.
Otro segmento añadido digitalmente en la postproducción fue la lluvia que cae una vez que el automóvil de las jóvenes se avería. Si bien originalmente la producción no tenía permiso para filmar en locaciones exteriores, grabaron aun sin consentimiento de las autoridades en unos bosques para una de las tomas de la película. Cuando reparan la ventana rota de la casa de Heiter, el desplazamiento de las cámaras quedó grabado en el reflejo del cristal, por lo que se requirió eliminarlo de manera digital. Al igual que esa, existen otras tomas que sí llegaron a la edición final, y en la que se observa el desplazamiento de las cámaras; estas se hicieron intencionalmente para reflejar la influencia de Takashi Miike, que también usaba la misma técnica en sus películas.

## Promoción y estreno
Como parte de la estrategia para promocionar la película, se incluyó el eslogan «100% acertado médicamente», mientras que varios críticos, como Karina Longworth, de la revista LA Weekly, y Jay Stone, de Calgary Herald, la catalogaron como una torture porn. Roger Ebert, del Chicago Sun-Times, dijo que para él la cinta había estado «deliberadamente centrada en inspirar incredulidad, asco y escándalo». No obstante, David Cox, de The Guardian, mencionó que había sido incapaz de ubicar la fuente de dicha cita, al igual que la de «[la producción] más terrorífica jamás hecha», por lo que contactó a Six para descubrir la verdad al respecto. El director respondió que la frase había sido elaborada por el diario británico The Sun, aunque Cox no pudo hallar en sí el artículo donde dijera tal cosa. Six solamente comentó que para él la película más terrorífica era Saló o los 120 días de Sodoma.
Debutó en Estados Unidos sin una clasificación de la Motion Picture Association of America (MPAA). El 30 de abril de 2010 se estrenó en las salas de cine, en Nueva York, y tuvo un estreno limitado en el país, siendo distribuida por IFC Films. Previamente, en 2009 se la incluyó en varios festivales cinematográficos en todo el mundo, entre ellos el London FrightFest Film Festival, el Leeds International Film Festival, el Festival de Cine de Sitges, y el Screamfest Horror Film Festival. Six comentó que varias personas que habían mirado la proyección de la película, en dichos festivales, habían reaccionado violentamente a la película, incluso en algunos casos llegando a vomitar en sus asientos. Para su sorpresa, en España la situación cambió radicalmente: la audiencia consideró que la cinta era divertida y se rio durante la exhibición. En opinión del director, ese «ruido» generado en torno a The Human Centipede hizo que varios estudios lo contactaran para discutir sobre su distribución. IFC Films ya tenía un historial en cuanto a la distribución de películas de thriller no convencionales, pues previamente se había encargado del lanzamiento de Dead Snow y Anticristo (2009).
Tiempo después se estrenó en Inglaterra, donde se le certificó como 18+ por parte de la British Board of Film Classification (BBFC), y estuvo algunos días en las carteleras de cine a partir del 20 de agosto de 2010. La distribución en este país corrió a cargo de Bounty Films.

## Acogida

### Comercial
En Estados Unidos, The Human Centipede recaudó un total de 181 467 USD, mientras que a nivel mundial la cifra total ascendió a 252 207 USD.

### Crítica
En general, obtuvo críticas tanto positivas como negativas, si bien se la ha considerado como una obra de culto. El sitio web Rotten Tomatoes, que recopila varias reseñas cinematográficas de cualquier estreno para ofrecer una conclusión, le dio un 50% de aprobación sobre la base de 90 críticas, con un promedio de 5,2 de un total de 10. Entre los críticos top del sitio, esto es aquellos que son más notables en la industria, la cinta obtuvo una puntuación de 44%, con un promedio de 4,5 de un total de 9 reseñas. En Metacritic, que realiza una función similar a la de Rotten Tomatoes, se le concedió un promedio de 33/100, sobre la base de 15 reseñas.

#### Anglosajona y de otros países
Tras darle una calificación de 3/5 estrellas, Kim Newman, de la revista británica Empire dijo que «más allá de un concepto extremadamente repulsivo, se trata de un filme de thriller relativamente convencional». De manera similar, Peter Bradshaw, del periódico británico The Guardian, le dio una puntuación de 3/5, y comentó que aun cuando la trama era «deplorable y asquerosa», tenía «algo de brillantez»,
 mientras que Jamie Russell, de Total Film, le dio 4/5 estrellas como calificación final, llamándola «impactante, divertida, inquietante... un vistazo a los días de gloria de Cronenberg». Sukhdev Sandhu, de The Daily Telegraph, se mostró un tanto más negativo sobre la producción al decir que, a pesar de que tenía sus momentos, estos eran ensombrecidos en su mayoría por los «incontables agujeros» en la historia, así como por la «numerosa exposición», y que «era decepcionante que no llegara a ser lo suficientemente enferma o repulsiva como para ganarse el estatus de culto que quisiera [ostentar]». Peter DeBurge, del semanario estadounidense Variety, comentó que carece de cualquier forma de comentario social, y que no «podía preocuparse en expandir su premisa desagradable, que invita a la audiencia a divertirse con su humor enfermo al favorecer al Dr. Heiter... y al caracterizar a las víctimas como elementos prescindibles y superficiales». Si bien Clark Collis, de Entertainment Weekly, se mostró satisfecho respecto a la actuación de Laser como el antagonista y a la dirección de Six (de quien dijo que «ha llevado a la realidad su pesadilla con una precisión y cuidados al estilo Cronenberg», describió a grandes rasgos a la producción como «indudablemente, una de las cintas de thriller más desagradables jamás hechas».
 Para Jeannette Catsouli, de The New York Times, The Human Centipede era más bien una «crítica sobre las atrocidades nazis o una expresión literal de la metodología cinematográfica, la fusión grotesca en los silencios de las protagonistas, cuyas voces podrían quitar la pintura [sic]». Roger Ebert, de Chicago Sun Times, no le asignó ninguna puntuación en su reseña, donde señaló: «estoy obligado a dar estrellas a las películas que reseño. Esta vez, me niego a hacerlo. El sistema de estrellas es incompatible con este filme. ¿Es buena la película? ¿Es mala? ¿Importa eso? Es lo que es y está en un universo en donde las estrellas no brillan». En Alemania, el sitio web Moviepilot.de, dijo que si bien se la podía calificar como «basura», se trataba de un «juego mental con un estilo artístico que resulta repugnante».
Sobre la afirmación de que la cinta era «100% médicamente precisa» hecha por Six, la crítica y un médico lo descartaron, calificándola como «ridícula», y «boba». El doctor John Cameron, en una entrevista con la cadena neozelandesa TV3, habló sobre la factibilidad de que pudiera concretarse un ciempiés humano en la vida real. Comentó que, en su opinión, sería difícil unir a distintas personas de esa manera, y que en la práctica quienes lo formaran morirían rápidamente debido a la falta de nutrición. John Martin, un exejecutivo de Hollywood y gerente de Alamo Drafthouse Cinemas, explicó que la afirmación de Six respecto a la certeza médica del experimento mostrado en la cinta debía verse como uno más de los trucos impactantes que usan los productores de cine para atraer la atención. Comparó así al director con Kroger Babb y William Castle, quienes también habían hecho «grandes promesas» sobre lo que dirigían en pantalla en un intento por hacer que la audiencia se interesara.

#### Hispanoamericanas y españolas
Se comentó que la película se había servido de una estrategia comercial efectiva para atraer la atención de la audiencia, al garantizar que se trataría de «una experiencia muy fuerte, no apta para estómagos débiles». Alejandro Franco, del sitio web argentino Arlequin.com, consideró que no tenía comparación con cintas realmente «fuertes» como Saló o los 120 días de Sodoma, Holocausto caníbal o El más allá, y contrariamente la escena donde aparece el ciempiés humano daba «risa» por lo «bizarro» que se veía el experimento ya formado. Coincidió en que se convertiría en una cinta de culto debido a su trama. Nacho Vigalondo, en el diario español El País, comentó que era «difícil pensar en algo tan disparatado y horripilante [como la trama de The Human Centipede]». En el sitio web Extracine.com, Luis M. Álvarez catalogó la trama como «insólita y aberrante», además de comparar el estilo de filmación al de otras series B, de los años 1980.

### Premios
Pese a los diferentes puntos de vista críticos, la película fue acreedora de varios premios en el año 2009 durante festivales de cine internacionales de thriller en los que se proyectó, entre los que se incluyen «mejor película» en el Fantastic Fest (Austin, Texas), en el Screamfest Horror Film Festival (Los Ángeles), y asimismo en el Sainte Maxime International Horror Film Festival. En lo que respecta al elenco, Laser triunfó en la categoría de «mejor actor» en la sección de thriller del Fantastic Fest y el filme ganó el premio de «mejor reparto» en el South African Horrorfest Film Festival.

## Secuelas
El mismo director y productor Tom Six, presentó en 2011 una segunda parte llamada The Human Centipede 2 (Full Sequence), y en el 2015 la tercera y parte final titulada The Human Centipede 3 (Final Sequence).

## Adaptación al teatro
De la película también se ha hecho una adaptación al teatro. Con una duración aproximada de 20 minutos y en una única función, se representó en Madrid en el Teatro Txetxo Sada ante unas 100 personas. 
Su argumento es una crítica a la vez que burla a la sociedad española actual. Afirman sus autores que es una obra con la que se pretende aportar frescura, sentido del humor y mucha “mala leche”, así como romper los esquemas inspirándose en la película del mismo nombre. Se quiere que el espectador saque sus propias conclusiones.

## Parodias
Se han efectuado un número de parodias que de cierta forma paralelan el concepto general de la película. Una parodia fílmica pornográfica, dirigida por Lee Roy Myers y titulada The Human Sexipede, se estrenó en septiembre de 2010. La misma contó como protagonista con Tom Byron como Heiter, personaje que en la parodia conecta a las tres víctimas de boca a genitales. Un episodio de South Park, «HumancentiPad», relata cómo el personaje de Kyle Broflovski involuntariamente accede a ser parte de un «CentiPad humano» (juego de palabras entre «centipede» –ciempiés– y «iPad») después de que no leyera todos los detalles de un acuerdo de licencia de usuario de Apple. El sitio web Funny or Die subió un sketch en el que se muestran las víctimas liberadas de un ciempiés humano, pero con cicatrices físicas y mentales, discutiendo en una reunión de supervivientes.

## Formato casero
En Reino Unido, The Human Centipede se estrenó tanto en formato DVD como en Blu-ray el 4 de octubre de 2010,
 y a Estados Unidos llegó al mercado al día siguiente. Hasta septiembre de 2011, las ganancias estimadas por las ventas de los discos DVD del filme se calcularon en 2 113 186 USD.